# Прошкин, Александр Анатольевич
Алекса́ндр Анато́льевич Про́шкин (род. 25 марта 1940 года, Ленинград, РСФСР) — советский и российский кинорежиссёр, сценарист, Народный артист Российской Федерации (1995), лауреат Государственной премии СССР (1989).

## Биография
Александр Прошкин родился 25 марта 1940 года в Ленинграде в семье художника Анатолия Прошкина.
В 1961 году окончил актёрский факультет Ленинградского театрального института имени А. Н. Островского, где учился на курсе Бориса Зона. С 1961 по 1966 год Александр Прошкин был в труппе Ленинградского театра Комедии под руководством Николая Павловича Акимова, личность которого оказала большое влияние на молодого актёра.
В 1968 году окончил Высшие режиссёрские курсы при Гостелерадио СССР.
Много лет проработал в качестве режиссёра в Главной редакции литературно-драматических программ Центрального телевидения, а затем в телеобъединении «Экран». В 1975 году Александр Прошкин снял один из первых советских телесериалов «Ольга Сергеевна» с Татьяной Дорониной в главной роли. Фильм вызвал бурную полемику в прессе. Картина «Опасный возраст» с Алисой Фрейндлих и Юозасом Будрайтисом в главных ролях, снятая Прошкиным в 1981 году, полюбилась телезрителям и неоднократно показывалась по телевидению.
В 1986 году на телеэкраны выходит историко-биографический сериал «Михайло Ломоносов» (Главный приз Всесоюзного телефестиваля в 1988 г.), снятый Александром Прошкиным на киностудии «Мосфильм». К идее создания жанра ЖЗЛ — серии телефильмов о жизни выдающихся личностей России — режиссёр вернулся в 1990 году, создавая телесериал «Николай Вавилов» о трагической судьбе гениального учёного-генетика.
В 1988 году поставленный им фильм «Холодное лето пятьдесят третьего…» с Анатолием Папановым и Валерием Приёмыховым в главных ролях удостоен национальной кинопремии «Ника», Государственной премии СССР (1989), Главного приза на Всесоюзном кинофестивале (1988), Гран-при МКФ в Валансьене (1989), а также признан Лучшим фильмом года по опросу журнала «Советский экран».
В 1999 году режиссёр поставил фильм «Русский бунт» по повести А. С. Пушкина «Капитанская дочка». В 2000 году картина участвовала в Основной программе МКФ в Берлине, а также удостоена премий:
- ОРКФ «Кинотавр» в Сочи — Специальный приз жюри
- МКФ «Лістапад» в Минске — Гран-при "Золото «Лістапада».

Картина «Трио» (2003) получила Специальный приз жюри за режиссуру на кинофестивале «Окно в Европу» в Выборге в 2003 году.
В 2005 году Прошкин снял 11-серийный телесериал «Доктор Живаго» — экранизацию одноимённого романа Бориса Пастернака. Работа отмечена в 2006 году национальной кинопремией «Золотой орёл» в номинации «За лучший телевизионный сериал», а также Призом «Серебряный Витязь» за лучший телевизионный игровой фильм на МКФ славянских и православных народов «Золотой Витязь» (2007).
В 2008 году Александр Прошкин экранизировал повесть В. Распутина «Живи и помни». Картина получила множество кинопремий:
- Всероссийский Шукшинский кинофестиваль на Алтае 2008 г. — Гран-при
- XIV международный кинофестиваль фильмов о правах человека «Сталкер» в Москве — Приз им. В. Фрида
- ОРКФ «Кинотавр» в Сочи 2008 г.: Приз за лучшую режиссуру
- КФ «Виват кино России!» в Санкт-Петербурге 2009 г. — Приз за лучшую режиссуру
- МКФ славянских и православных народов «Золотой Витязь» 2009 г. — «Серебряный Витязь» и Диплом фестиваля в конкурсе художественных фильмов
- XV Российский кинофестиваль «Литература и кино» в Гатчине — Гран-при «Гранатовый браслет» за лучший фильм.

В 2009 г. новая работа режиссёра фильм «Чудо» удостоен призов ряда кинофестивалей:
- МКФ в Москве — Специальный приз жюри «Серебряный Георгий».
- XV международный кинофестиваль фильмов о правах человека «Сталкер» в Москве — Приз «Сталкер» за лучший игровой фильм.
- Международный благотворительный кинофестиваль «Лучезарный ангел» в Москве — Специальный приз жюри за режиссуру.

В 2011 году Александр Прошкин закончил работу над экранизацией романа Фридриха Горенштейна «Искупление».
В сентябре 2012 года фильм «Искупление» получил приз престижного Монреальского кинофестиваля «За выдающийся художественный вклад» (Best Artistic Contribution). Фильм также отмечен наградами на кинофестивалях:
- Фестиваль «Амурская осень», Благовещенск — приз Гильдии киноведов и кинокритиков России.
- Оренбургский международный кинофестиваль «Восток и Запад. Классика и авангард» — Приз за режиссуру «Золотой сарматский лев».
- Х Московский фестиваль отечественного кино «Московская премьера» — Приз редакции газеты «Московский комсомолец».
- XVIII международный кинофестиваль фильмов о правах человека «Сталкер» — Специальный приз жюри — режиссёру Александру Прошкину за фильм «Искупление» и за верность теме прав человека.
- XIX Российский кинофестиваль «Литература и кино» в Гатчине — Гран-при «Гранатовый браслет».
- XI Международный фестиваль военного кино имени Ю. Н. Озерова[7] — Гран-при «Золотой меч» и приз «Золотой меч» за лучшую режиссуру

В 2014 году был председателем жюри XXII кинофестиваля «Виват кино России». Награждён призом «За духовность в культуре».
В 2015 году, в год 75-летия Александра Прошкина, вышли две новые картины режиссёра: «Охрана» и «Райские кущи», экранизация пьесы Вампилова «Утиная охота».
В 2015 году кинокартина «Райские кущи» получила главный приз «Золотые снежные очки» (Лучший фильм) в конкурсе арктического кино III Якутского международного кинофестиваля.
Руководил мастерской на факультете режиссуры Московского института телевидения и радиовещания «Останкино» (2014—2015).
Является руководителем мастерской кинорежиссуры на Высших курсах кино и телевидения ВГИК.
Сын — Андрей Прошкин — российский кинорежиссёр, сценарист.

## Фильмография

### Режиссёрские работы
- 1966 — Закон пятого этажа (фильм-спектакль)
- 1967 — Красный гриб (короткометражный)
- 1967 — Митя (фильм-спектакль)
- 1967 — Случай в гостинице (фильм-спектакль)
- 1968 — Секретное дело Иоганна Гутенберга (фильм-спектакль)
- 1969 — Мэр района Санита (фильм-спектакль)
- 1969 — Фургон (фильм-спектакль)
- 1970 — Девять правил позора (фильм-спектакль)
- 1972 — Записки Пиквикского клуба (фильм-спектакль)
- 1973 — Он пришёл (фильм-спектакль)
- 1975 — Ольга Сергеевна
- 1976 — Доктор философии
- 1978 — Стратегия риска
- 1979 — Инспектор Гулл
- 1980 — Частное лицо
- 1981 — Опасный возраст
- 1982 — Вновь я посетил... (И. М. Смоктуновский читает стихи А. С. Пушкина)
- 1986 — Михайло Ломоносов
- 1987 — Холодное лето пятьдесят третьего…
- 1990 — Николай Вавилов
- 1992 — Увидеть Париж и умереть
- 1995 — Чёрная вуаль
- 1999 — Русский бунт
- 2003 — Трио
- 2006 — Доктор Живаго
- 2008 — Живи и помни
- 2009 — Чудо
- 2011 — Искупление
- 2015 — Райские кущи
- 2015 — Охрана
- 2020 — Назад в степь к сарматам

### Сценарные работы
- 1979 — Инспектор Гулл
- 1990 — Николай Вавилов
- 2020 — Назад в степь к сарматам

## Награды и премии
- Орден «За заслуги перед Отечеством» III степени (26 января 2017 года) — за большой вклад в развитие отечественной культуры и многолетнюю плодотворную деятельность[14]
- Орден «За заслуги перед Отечеством» IV степени (24 марта 2000 года) — за большой вклад в развитие отечественного киноискусства[15].
- Народный артист Российской Федерации (25 апреля 1995 года) — за большие заслуги в области искусства[16].
- Заслуженный деятель искусств РСФСР (23 декабря 1987 года) — за заслуги в области советского искусства[17].
- За фильм «Холодное лето пятьдесят третьего…»:
  - 1989 — Государственная премия СССР
  - 1989 — Премия «Ника» за лучший игровой фильм
- За фильм «Доктор Живаго»:
  - 2007 — Премия «Золотой орёл» за лучший телевизионный сериал (более 10 серий)[3]
- За фильм «Живи и помни»: 
  - 2008 — приз «За лучшую режиссуру» на XIX Открытом российском кинофестивале «Кинотавр» в Сочи.[18][19][20]
  - 2009 — ХIХ Кинофорум «Золотой Витязь» — приз «Серебряный Витязь» по разделу игровых фильмов[21][22][23]